# Корона (Грчка)
Корона (грч. Κορώνα) је насељено место у општини Пеонија у периферији Средишња Македонија, Грчка. Према попису из 2021. године било је 38 становника.
Српски географ Боривоје Милојевић, 1920. године наводи да је у Корони било 80 кућа Турака. Током Првог светског рата село је доста страдало, када је становништво принудно пресељено јер је ту била линија Солунског фронта. Обновљено је 1924. године када су насељене грчке избеглице из Турске. На попису из 1928. године Корона је имала 109 становника. Село се раније звало Крастали